# Tulia (album)
Tulia – debiutancki album studyjny polskiego zespołu muzycznego Tulia, wydany 25 maja 2018 nakładem wytwórni Universal Music Polska. Album reprezentuje stylistykę folkową.
Na podstawowym wydaniu albumu znalazło się dziesięć utworów, w tym własne aranżacje przebojów znanych polskich wykonawców, a także autorska piosenka „Jeszcze Cię nie ma” oraz „Wstajemy już”, która promowała serial AXN „Znaki”.  
Rozszerzone wydanie płyty Tulia (Deluxa Edition) zostało wzbogacone o pięć coverów utworów m.in. grup Metallica, czy Depeche Mode, a także o pięć autorskich piosenek. 
Album zadebiutował na siódmym miejscu ogólnopolskiej listy sprzedaży OLiS. Pokrył się złotem oraz platyną za wyniki sprzedaży.

## Lista utworów
Opracowano na podstawie materiału źródłowego.
| Tulia | Tulia                           | Tulia                           | Tulia                             | Tulia   |
| Nr    | Tytuł utworu                    | Tekst                           | Muzyka                            | Długość |
| ----- | ------------------------------- | ------------------------------- | --------------------------------- | ------- |
| 1.    | „Nieznajomy”                    | Karolina Kozak, Dawid Podsiadło | Dawid Podsiadło, Bogdan Kondracki | 4:29    |
| 2.    | „Eli lama sabachtani”           | Robert Gawliński                | Robert Gawliński                  | 3:43    |
| 3.    | „Nie pytaj o Polskę”            | Grzegorz Ciechowski             | Grzegorz Ciechowski               | 4:03    |
| 4.    | „Jeszcze Cię nie ma”            | Sonia Krasny                    | Nadia Dalin                       | 3:32    |
| 5.    | „Kiedy powiem sobie dość”       | Agnieszka Chylińska             | Grzegorz Skawiński                | 3:43    |
| 6.    | „Wstajemy już”                  | Sonia Krasny                    | Nadia Dalin                       | 3:01    |
| 7.    | „Nigdy więcej nie tańcz ze mną” | Ania Dąbrowska                  | Ania Dąbrowska                    | 2:56    |
| 8.    | „To nie ptak”                   | Kayah                           | Goran Bregović                    | 4:22    |
| 9.    | „Uciekaj moje serce”            | Agnieszka Osiecka               | Seweryn Krajewski                 | 4:14    |
| 10.   | „Krakowski spleen”              | Olga Jackowska                  | Olga Jackowska                    | 5:16    |
|       |                                 |                                 |                                   | 39:19   |

| Tulia (Deluxe Edition) | Tulia (Deluxe Edition)                         | Tulia (Deluxe Edition)              | Tulia (Deluxe Edition)            | Tulia (Deluxe Edition) |
| Nr                     | Tytuł utworu                                   | Tekst                               | Muzyka                            | Długość                |
| ---------------------- | ---------------------------------------------- | ----------------------------------- | --------------------------------- | ---------------------- |
| 1.                     | „Nieznajomy”                                   | Karolina Kozak, Dawid Podsiadło     | Dawid Podsiadło, Bogdan Kondracki | 4:29                   |
| 2.                     | „Eli lama sabachtani”                          | Robert Gawliński                    | Robert Gawliński                  | 3:43                   |
| 3.                     | „Nie pytaj o Polskę”                           | Grzegorz Ciechowski                 | Grzegorz Ciechowski               | 4:03                   |
| 4.                     | „Jeszcze Cię nie ma”                           | Sonia Krasny                        | Nadia Dalin                       | 3:32                   |
| 5.                     | „Kiedy powiem sobie dość”                      | Agnieszka Chylińska                 | Grzegorz Skawiński                | 3:43                   |
| 6.                     | „Wstajemy już”                                 | Sonia Krasny                        | Nadia Dalin                       | 3:01                   |
| 7.                     | „Nigdy więcej nie tańcz ze mną”                | Ania Dąbrowska                      | Ania Dąbrowska                    | 2:56                   |
| 8.                     | „To nie ptak”                                  | Kayah                               | Goran Bregović                    | 4:22                   |
| 9.                     | „To wychowanie”                                | Zygmunt Staszczyk, Witold Antkowiak | T.Love                            | 2:59                   |
| 10.                    | „Uciekaj moje serce”                           | Agnieszka Osiecka                   | Seweryn Krajewski                 | 4:14                   |
| 11.                    | „Krakowski spleen”                             | Olga Jackowska                      | Olga Jackowska                    | 5:16                   |
| 12.                    | „Jaskółka uwięziona”                           | Kazimierz Szemioth                  | Janusz Kępski                     | 6:13                   |
| 13.                    | „Enjoy the Silence”                            | Martin Lee Gore                     | Martin Gore                       | 4:27                   |
| 14.                    | „Nothing Else Matters”                         | James Hetfield, Lars Ulrich         | James Hetfield, Lars Ulrich       | 4:48                   |
| 15.                    | „Zazdrość”                                     | Katarzyna Nosowska, Piotr Banach    | Hey                               | 1:10                   |
| 16.                    | „Trawnik” (gościnnie: Kasia Kowalska)          |                                     |                                   | 3:07                   |
| 17.                    | „Nie zabieraj”                                 |                                     |                                   | 3:12                   |
| 18.                    | „Pali się”                                     |                                     |                                   | 2:51                   |
| 19.                    | „Dreszcze”                                     |                                     |                                   | 2:31                   |
| 20.                    | „Nasza kołysanka” (gościnnie: Marcin Wyrostek) |                                     |                                   | 4:06                   |
|                        |                                                |                                     |                                   | 1:14:43                |

## Nagrody i nominacje
| Rok  | Konkurs        | Kategoria              | Rezultat  | Źródło |
| ---- | -------------- | ---------------------- | --------- | ------ |
| 2019 | Fryderyki 2019 | Nowe wykonanie (Tulia) | Nominacja | [ 6 ]  |

## Sprzedaż

### Pozycje w notowaniach OLiS
OLiS jest ogólnopolskim notowaniem, tworzonym przez agencję TNS Polska na podstawie sprzedaży albumów muzycznych na nośnikach fizycznych (nie uwzględnia zatem informacji o pobraniach w formacie digital download czy odtworzeniach w serwisach streamingowych).
| Tydzień | 1     | 2     | 3     | 4      | 5      | 6      | 7      | 8      | 9      | 10     | 11     | 12     | 13     | 14     | 15     |
| ------- | ----- | ----- | ----- | ------ | ------ | ------ | ------ | ------ | ------ | ------ | ------ | ------ | ------ | ------ | ------ |
| Pozycja | 7     | 20    | 8     | 12     | 13     | 18     | 16     | 19     | 16     | 22     | 31     | 30     | 30     | 33     | 45     |
| Źródło  | [ 3 ] | [ 8 ] | [ 9 ] | [ 10 ] | [ 11 ] | [ 12 ] | [ 13 ] | [ 14 ] | [ 15 ] | [ 16 ] | [ 17 ] | [ 18 ] | [ 19 ] | [ 20 ] | [ 21 ] |

| Rok  | Pozycja |
| ---- | ------- |
| 2018 | 48      |

### Certyfikaty ZPAV
Certyfikaty sprzedaży są wystawiane przez Związek Producentów Audio-Video za osiągnięcie określonej liczby sprzedanych egzemplarzy, obliczanej na podstawie kupionych kopii fizycznych i cyfrowych, a także odtworzeń w serwisach streamingowych.
| Certyfikat      | Liczba egzemplarzy | Data                 |        |
| --------------- | ------------------ | -------------------- | ------ |
| złota płyta     | 15 000             | 4 lipca 2018         | [ 25 ] |
| platynowa płyta | 30 000             | 24 października 2018 | [ 26 ] |